# NK Napredak Matići
NK Napredak je bosanskohercegovački nogometni klub iz Matića kod Orašja.

## Povijest
Klub je osnovan 1952. godine. Najveći uspjeh Napredka je igranje u prvoj ligi Herceg-Bosne U sezoni 2007./08. bili su prvaci 1. županijske lige PŽ.
U Matićima Humane zvijezde Hrvatske igraju humanitarne utakmice s veteranima NK Napretka.  Poznati hrvatski trener Ivica Grnja u Matićima je s klupe vodio 78 utakmicu, od 113 koliko su odigrale Humane zvijezde Hrvatske (veterani hrvatske nogometne reprezentacije). Za 60. rođendan Napredak je ugostio splitskog Hajduka i Zadar. U kolovozu od 2009. održavaju Festival nogometa. U povodu 50. obljetnice crkve u Matićima kolovoza 2017. ugostili su reprezentaciju svećenika BiH. Za 70. rođendan najavili su iz kluba izdavanje monografije.
U sezoni 2021./22. nakon pobjede u finalu doigravanja za prvaka protiv Sloge iz Pruda od 3:1 osvajaju 1. županijsku ligu PŽ i ostvaruju plasman u Drugu ligu FBiH – Sjever.

## Vanjske poveznice
- nknapredakmatici.blogspot.hr
- Facebook Napredak Matići